# Spilococcus herbaceus
Spilococcus herbaceus är en insektsart som beskrevs av Danzig 1978. Spilococcus herbaceus ingår i släktet Spilococcus och familjen ullsköldlöss. Inga underarter finns listade i Catalogue of Life.